# Bessie Camm
Bessie Camm (Stockton-on-Tees, 20 juni 1904 – Rotherham, 11 mei 2018) was een Britse supereeuwelinge.

## Biografie
Camm werd geboren in 1904 als Bessie Alderson. Ze huwde met John Camm. Ze werkte als verpleegster. Een van haar prominentste patiënten was William Hague als baby. In 1972 overleed haar echtgenoot. 
Met de dood van Gladys Hooper op 9 juli 2016 werd Camm de oudste Britse.